# Estación Carbonero
Estación Carbonero är en ort i Mexiko.   Den ligger i kommunen Victoria och delstaten Tamaulipas, i den centrala delen av landet, 500 km norr om huvudstaden Mexico City. Estación Carbonero ligger 240 meter över havet och antalet invånare är 187.
Terrängen runt Estación Carbonero är platt åt nordost, men åt sydväst är den kuperad. Runt Estación Carbonero är det ganska tätbefolkat, med 199 invånare per kvadratkilometer. Närmaste större samhälle är Ciudad Victoria, 19,4 km söder om Estación Carbonero. Omgivningarna runt Estación Carbonero är en mosaik av jordbruksmark och naturlig växtlighet.